# Gonomyia pyensoni
Gonomyia pyensoni är en tvåvingeart som beskrevs av Alexander 1939. Gonomyia pyensoni ingår i släktet Gonomyia och familjen småharkrankar. Inga underarter finns listade i Catalogue of Life.